# Laccophilus villiersi
Laccophilus villiersi är en skalbaggsart som beskrevs av Henri Bertrand och Legros 1975. Laccophilus villiersi ingår i släktet Laccophilus och familjen dykare. Inga underarter finns listade i Catalogue of Life.